# Arthur William Conway
Arthur William Conway (Wexford, 2 de outubro de 1875 – Dublin, 11 de julho de 1950) foi um matemático e físico irlandês.

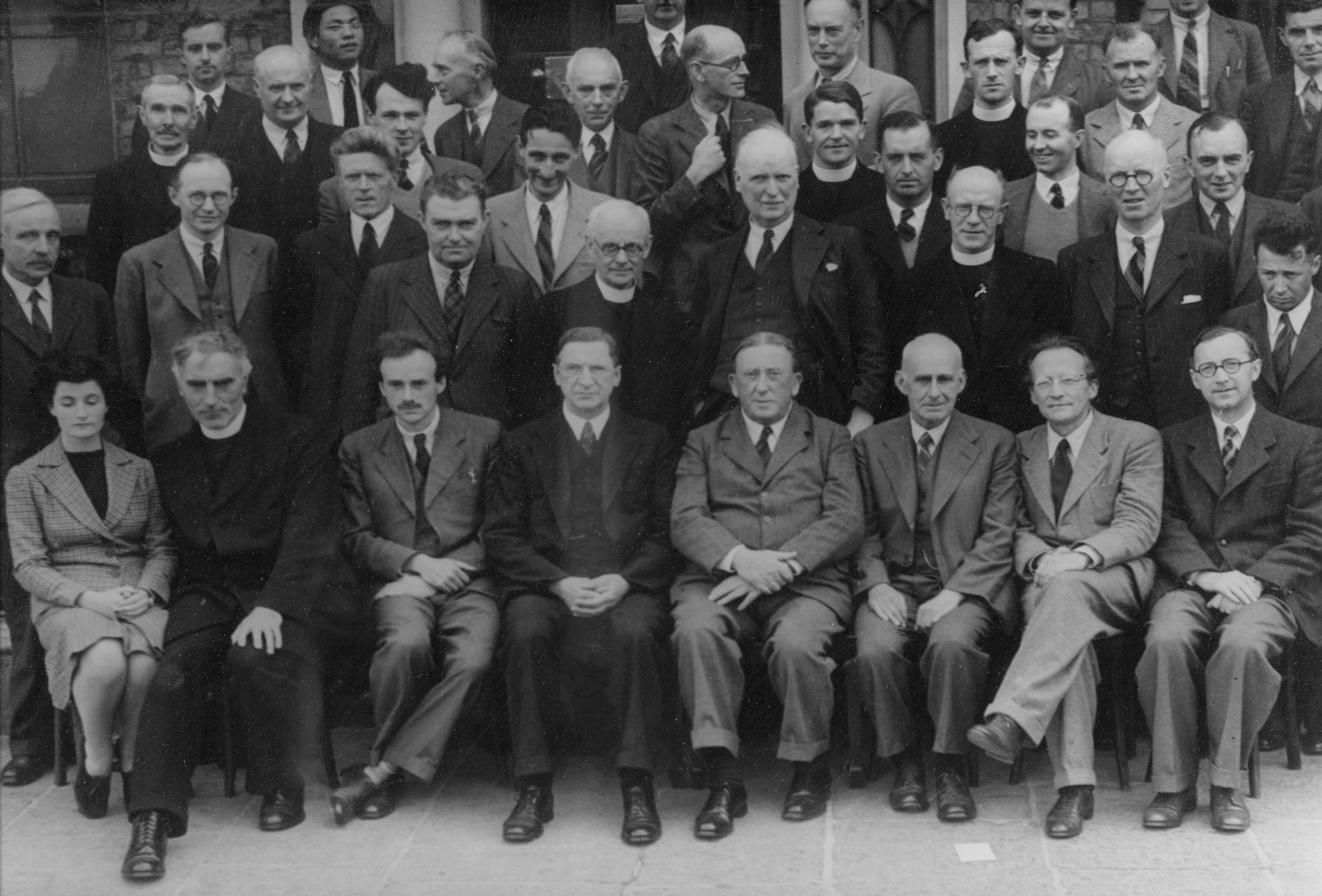
Conway (fila da frente, quinto a partir da esquerda) e Éamon de Valera (quarto a partir da esquerda) no Dublin Institute for Advanced Studies em 1942

Foi palestrante convidado do Congresso Internacional de Matemáticos em Toronto (1924), Zurique (1932) e Oslo (1936). Foi membro da Royal Society e de 1937 a 1940 presidente da Royal Irish Academy.

## Obras
- J. McConnell (Ed.), Selected papers of Arthur William Conway, Dublin, 1953